# カレイドスター
『カレイドスター』（KALEIDO STAR）は、日本のアニメ作品シリーズ。狭義ではテレビシリーズの第1話から第26話を指す（シリーズ概要については後述）。

## 概要
『美少女戦士セーラームーン』、『おジャ魔女どれみ』などを手がけた佐藤順一によるオリジナル作品。日本ではあまり馴染みのないサーカス（参考にしたのはシルク・ドゥ・ソレイユ）を舞台にしている。「その他」項目の Special Thanks Dio も参照。
各回のサブタイトルは、一部の例外を除き「【名詞+助詞、または形容詞】＋【すごい】＋【名詞】」というように中間に「すごい」を挟む形となっている。これは企画当初は設定されていなかったが、放送直前にルール化されたという。本作を特徴付けるものであり、イベントやインターネットラジオのタイトルなどにも適用された。
関東地方では木曜17時25分からの放送と、その当時のアニメ番組としてはやや変則的な時間帯の放送だった。その上第2話（4月10日放送予定）は、イラク戦争におけるバグダッド陥落と重なり、ニュース番組延長の影響から放送休止となる。2日遅れで放送していたテレビ大阪は通常通り第2話を放送したため、キー局がネット局より遅い状況になってしまったが、5月5日（9時30分 - 10時）に第5話を放送し元の放送順に戻った。『新たなる翼』編では放送時間が土曜朝9時半枠（テレビ東京のみ）になった。
テレビ放送終了後も、続編となるOVAのリリースなどで作品人気は続き、番組終了後に音泉にて開始したインターネットラジオ『カレイドスター そらとレイラの すごい ○○』は2年の長寿番組となった。また2007年1月にはアニメ傑作選が放送された。
2007年1月より、テレビシリーズ前半全26話の中からスタッフが選り抜いた全13話分が、「スペシャルセレクション」として独立UHF局など全国8局で放送された（テレビ愛知を除いて本放送当時とは放送局が異なる）。なお、次回予告ナレーションは当番組用に新規収録したものに差し替わっている。
なお2014年に迎えた放映10周年記念のイベントや記念本などは、プロデューサーの池田東陽とキャラクターデザインを担当した追崎史敏が放映後に設立したアニメーション制作会社「エンカレッジフィルムズ」が展開している。
2024年8月15日、阿佐ヶ谷ロフトAにおいて佐藤順一、追崎史敏、やまけん、加納千稔（アニメファンド株式会社代表取締役）による「カレイドスターの すごい 企画検討会」が開催された（8月29日までツイキャスで配信）。

## シリーズ一覧
『カレイドスター』
テレビ東京系にて、2003年4月3日から9月25日まで木曜日の夕方（17時25分 - 17時55分）に26回放送された。
『カレイドスター 新たなる翼』
2003年10月4日から2004年3月27日まで、土曜日の朝（9時30分 - 10時00分）に放送時間を変更し、25回放送された。タイトルに副題『新たなる翼』を追加したが、話数は『カレイドスター』からの続番となっている。なお、第27話・第28話は第26話までの総集編（以上の放送日時はテレビ東京のもの）。
『カレイドスター 新たなる翼 -EXTRA STAGE-「笑わない すごい お姫様」』
2004年9月24日（ネット先行販売版）にOVAとして発売（一般販売は10月22日より開始）。
『カレイドスター Legend of phoenix 〜レイラ・ハミルトン物語〜』
2005年12月22日（ネット先行販売版）にOVAとして発売（一般販売は2006年1月27日より開始）。
『カレイドスター ぐっどだよ! ぐぅーっど!』
2006年8月11日（コミックマーケット70先行販売版）にOVAとして発売（一般販売は9月27日より開始）。
OVA3作品はCS放送局・AT-Xで発売前に先行放送された。

## ストーリー
アメリカ に、サーカスとミュージカル、マジックを組み合わせたようなエンターテイメントを提供する集団があった。その名を「カレイドステージ」という。苗木野そらは、そんなカレイドステージに憧れて単身渡米した。彼女は様々な試練を乗り越え、やがてカレイドステージの花形へと成長していく。
第一部
そらのカレイドステージ入団から、カレイドステージ存続の危機を経て、「幻の大技」完成とその特訓の際の怪我が原因でレイラが引退するまでを描く。また、そらがカレイドステージへ入団して以後、妹の夢の誕生を通して義理の両親と本当の家族の絆を築いていく過程も見所の一つとして描かれている。
第二部 「新たなる翼」編
カレイドステージの新たな仲間でありトラブルメーカーであるレオンとメイの入団に伴うそらの大きな挫折を経て、レイラに精神的に依存していたそらが「天使の技」を演じることを通して一人立ちするまでを描く。

## 登場人物

### 主要人物
苗木野 そら（なえぎの そら）
声 - 広橋涼
本作の主人公。16歳の日本人。両親は幼少時に交通事故で他界しており、苗木野夫妻に引き取られたが、実の娘ではない。幼い頃に観たカレイドステージに憧れ、オーディション当日に単身渡米してきた。ステージに選ばれたものにしか見えないフールが見えたことから、「幻の大技」を演じる資格を得る。新体操しか経験が無く、演技については完全な素人であったことと、オーディションに遅刻して来たにもかかわらずカロスが特別扱いで入団させたために、入団当初はレイラをはじめステージ演技者全員から敵視されることになってしまう。
無茶をしがちな性格で精神的にも脆い面が多かったが、ステージを通してさまざまな試練と挫折を経験しつつ、持ち前の前向きさと身体能力、そして努力と根性でそれらに打ち克ち、「幻の大技」、「天使の技」を通じて精神的にも演技者としても、「真のカレイドスター」へと成長して行く。多くの登場人物に好かれているが、特にレイラとロゼッタにとっては別格的存在で、フールが見える（見えた）者同士互いに大きな影響を与え合っている。OVA版ではそらオリジナルの新生「ゴールデンフェニックス」を完成させた。11月23日生まれ、身長160cm、体重50kg、血液型O型。
レイラ・ハミルトン
声 - 大原さやか
17歳のアメリカ人。カレイドステージのトップスター。ユーリのパートナーで「ゴールデンフェニックス」の使い手。3年前のサーカスフェスティバルで優勝した実績を持つ。演技者としては自他共に厳しく、やや冷徹な雰囲気と言動で時にスタッフや他の演者と衝突することがあるが、それは常にプロとしてのプライドを持ってさらなる高みを目指していることの裏返しである。また、覆面を被り「仮面スター」として派手な野外パフォーマンスを行ったり、カレイドスター退団後はキャシーの持ち込んだ脚本に自分の新たなる目標を見出したという理由から、話題性が低いにもかかわらずオフ・ブロードウェイに進出するなど、破天荒な行動を見せることもある。プライベートでは、家事が全く駄目でコーヒー1つまともに淹れられないなどのお茶目な面もある。
第一部後半からフールが見えるようになり、そらとパートナーを組み「幻の大技」を成功させるが、その特訓の際に負った怪我が元でカレイドステージを引退することになる。引退後はキャシーと出会い、舞台女優として新たな活動の場を得てそらの助言者の役回りになるが、「天使の技」を完成させるための最後の壁となるべく、1度だけ カレイドステージに戻ってくる。そらにとっては常に目指すべき偉大な目標であり、レイラにとってもそらは新たな自分を発見するきっかけとなるなど、互いに大切な存在。8月15日生まれ、身長173cm。第一部8話で誕生日を迎え、18歳となる。
OVA版では主人公を担当。自分にも弱さがあることを認め、初めてそらやメイ、ケンの前で涙を見せた。
フル・フール
声 - 子安武人
ステージの精霊。「ステージに選ばれた者」のみ見ることができるという。今はそらにフールが見えることから、彼女の部屋に棲み付いた。的中率100%のタロット占いができる。『新たなる翼』編からは水晶による星座占いに。美形だがエキセントリックな風貌で、唐突に「風呂に入れ」などといった露骨にスケベな発言や行動をしており、その度にそらの制裁を受けている。ロゼッタにも見えるようになってからは、彼女の純真さにつけ込みそらの時以上にスケベな行動に出るため、そらの制裁もより過激になっている。
ミア・ギエム
声 - 西村ちなみ
そらの親友。16歳のオランダ人。元はステージに立っていたが、『フリーダム』公演から脚本家・演出家としての才能を発揮し、「白鳥の湖」公演では日の出と「天使の技」の調和というドラマチックな演出を考案し、公演を大成功させた。脚本家のキャシーを師と仰ぎ、色々と相談に乗ってもらっている。『未来への翼』では、大道具スタッフのジャンと結婚する。7月20日生まれ、身長163cm。
公式ノベルで描かれた「Mia」では主人公を務めた。
アンナ・ハート
声 - 渡辺明乃
そらの親友。16歳のアメリカ人。外見も性格もボーイッシュで女性ファンに大人気。人気コメディアンである父のジャックの影響でお笑いに強い興味を持っており、自身積極的に笑いを取りに行くが、ジョナサン以外にはウケた例が無い。いつかはカレイドステージの出し物にお笑い要素を含めたいと考えており、後半はクラウンとして活動し始める。6月6日生まれ、身長170cm。
公式ノベルで描かれた「Anna」では主人公を務めた。
ロゼッタ・パッセル
声 - 水橋かおり
そらの親友。ベルギー生まれ の13歳。ディアボロの天才的演者で、機械のように精密なパフォーマンスは他を寄せ付けない。9歳から4年連続で世界チャンピオン。かつてフランスに留学していた。プライドが高く他人を拒絶するような所があったが、そらと少しずつ打ち解けていき、少女らしい本来の明るく社交的な性格に戻った。
第一部ではゲストキャラクターだったが、『新たなる翼』編からは（家出騒動後に）正式にカレイドステージの一員となる。未熟を承知でディアボロ以外の技にも取り組みつつ、自分の夢へと進むそらをひたむきに追いかけていく。最終話でフールが見えるようになるが、彼を先生と呼び、その言うことを全く疑い無く信じるため、そらの心労が増えることに。4月4日生まれ。
OVAで描かれた第52話『笑わない すごい お姫様』では主人公を務めた。
マリオン・ベニーニ
声 - 折笠富美子
大道具スタッフのジャンの娘。10歳。快活で社交的な性格で、そらと仲が良い。母親はトランポリン演者だったが、ステージでの事故で亡くなっている。当初は母親を亡くした記憶と、ジャンに心配させたくないという気持ちからステージデビューを拒んでいたが、母の遺志を知ったことやそらとの共演を経て、ジョナサンと共にデビューすることになる。2月14日生まれ。
ジョナサン
声 - 小桜エツ子
オットセイの子供。1頭だけで砂浜に打ち上げられていたところを、そらに拾われた。後にカレイドステージの施設内のプールで飼われることになる。マリオンと共にいることが多く、事実上マリオンのペット。フールの姿を見ることができるが、ステージに選ばれたかどうかは不明。どうやら人語を理解可能なようで、マリオンとは意思の疎通までできるが、そらには言葉が通じず、しばしばショックを受ける。名前の由来は、脚本の吉田玲子がジョナサン登場回の原稿を、ファミリーレストランのジョナサンで書いていたことによる。誕生日（拾われた日）は6月29日。
ユーリ・キリアン
声 - 千葉進歩 / 幼少期 - 早水リサ
18歳のロシア人。レイラと並ぶカレイドステージのトップスター。その容貌で女性からの人気は非常に高い。レオンとは強い因縁がある。過去のある事件がきっかけでカロスを恨んでおり、物語中盤では敵役にまわる。だが、己の過ちに気づいて一線を退き、自分を見つめ直すべくフランスへ留学。フランスでは練習の合間に絵を描いていた。アメリカに戻った後はカロスと共に経営に加わる。2部中盤、フランスへやってきたそらの希望でサーカスフェスティバルにそらとペアを組み、パートナーとして出場した。同じく出場していたレオン&メイに対抗するためそらに「天使の技」を授け、そらを特訓した。放送開始時の設定ではそらとレイラでユーリを奪い合うという恋愛がらみの構想だったが、作品が進むにつれ現状の形に落ち着いた。3月3日生まれ、身長182cm。
メイ・ウォン
声 - 中原麻衣
『新たなる翼』編から登場。登場時15歳。元フィギュアスケート選手。レイラに憧れてカレイドステージにやってきた。最初はそらがレイラに再起不能の怪我を負わせたと思い込んでいて、何かにつけて衝突する。レイラの怪我のことについての誤解が解けた後は反発しながらもやがてそらを良きライバルと認めるようになる。自己顕示欲が強く、技だけに留まらず、ドアを開ける行為にさえ変な名前を付け叫ぶ癖がある。レオンの無茶なアドリブで右肩を負傷し、その時の恐怖心から一時は演技者としての道を断念しかける所まで追い込まれるも、執念で片腕のみの新技「デーモンスパイラル」を完成させ、そらやレオンを驚愕させる。その後、そらがカレイドスターへの道を諦めかけたことに怒りの平手打ちを浴びせるなど、彼女に負けない熱き心の持ち主としての一面を強めて行く。実家が大家族で、子供時代はずっと親を手伝って弟たちの面倒を見ていたため、実は料理等家事全般が結構得意で、面倒見もいいという一面を持つ。そらと敵対していた関係でロゼッタとも当初は激しく対立するが、そらと和解した後はその面倒見のよさでロゼッタのよき指導者兼パートナーの位置に収まっている。5月5日生まれ。
レオン・オズワルド
声 - 櫻井孝宏
『新たなる翼』編から登場。「フランスが生んだサーカス界の貴公子」「ステージのペガサス」の異名を持つ天才トラピスプレイヤー。ユーリとは強い因縁がある。最愛の妹であったソフィーを事故で亡くして以来、パートナーを組んだ相手を次々と再起不能にするため「死神」と忌み嫌われる存在だが、ケネスとカロスはいずれそらのパートナーとなることを見込んで、あえてカレイドステージへ招いた。ステージが観客のためではなく自分のためにあると豪語し、そらたちと対立する。そらと争いパートナーの資格を勝ち取ったメイとサーカスフェスティバルに出場し優勝するが、次第にそらをソフィーと重ねパートナーとしてそらを追い求めた。そしてそらとパートナーを組み「天使の技」を完成させた。

### 主要人物の関係者
ケン・ロビンス
声 - 下野紘
カレイドステージでスタッフとして働く18歳の日系人の青年。ステージに立つことを夢見ていたが、心臓の持病のために断念した。雑用から演者の健康管理まで幅広くこなし、性格は生真面目。そらに一目惚れして以来淡い恋心を抱いており、日本語を勉強したり、公私に渡ってそらをサポートするなど甲斐甲斐しく尽くすが、「信頼できる友人」としては見られても、「恋愛対象」としては見てもらえない。
番組放送中からその存在感の薄さを製作者やキャストにネタにされていたようで、遂には番組内でも弄られキャラと化すことになる。後半ではアンナが率いる「すごいクラウンズ」に巻き込まれ、着ぐるみ姿でステージに立つことも。9月15日生まれ、身長175cm。
公式ノベルで描かれた「Ken」では主人公を務めた。
サラ・デュポン
声 - 久川綾 / 河井英里（歌）
29歳のイギリス人。カレイドステージの歌姫で、そら達が住む寮の寮長でもある。美人だが、価値観は一般人と少しズレている。東南アジアや日本に興味を持っている。特に東洋の文化（武術など)について間違った知識をもっていて、たびたび寮生を誤った知識に基づいた意味の分からない修行に付き合わせる。カロスとはカレイドステージ結成前から特別な関係。身長172cm。
ジャン・ベニーニ
声 - 菅原淳一
マリオンの父親。カレイドステージ創成時からのメンバーで、大道具チームのリーダー。カロスからの信頼も厚い。
カロス・永戸（カロス・えいど）
声 - 藤原啓治
カレイドステージのオーナー。日系人。演者やスタッフには厳しく接する。かつてはマジシャンであったが、指の怪我が元で引退し、指に掛けてあった多額の保険金でカレイドステージを立ち上げた。あまり多くを語らず自分で気づかせることを旨とするために、あらぬ誤解をされることも多い。過去のある事件によりユーリから恨みを持たれており、カレイドステージ乗っ取りの事態を招いてしまう。身長193cm。
ポリス / ジェリー
声 - 石塚運昇
本名は「ジェリー」。29歳。女性のような名前だが、その実は屈強な風貌の警察官。常に短パンとTシャツ姿で勤務している。そらが渡米した直後に起こった事件がきっかけで知り合い、彼女のファン第1号となった。それ以降、足繁くカレイドステージに通っている。物語終盤にケイトにプロポーズをし、公式ノベルで結婚に至っている。身長195cm。
公式ノベルで描かれた「Police」では主人公を務めた。
ケイト
声 - 柳沢真由美
ポリスの幼馴染。カレイドステージの専属医師で、怪我をしたキャストの治療をしている。物語終盤でポリスのプロポーズを受け、公式ノベルでは結婚に至っている。
Mr.ケネス
声 - 千田光男
カレイドステージの出資者の一人で、演技を見る眼はとても厳しい。カロスと共にそらの才能に着目しており、最高の演技を見るためにカレイドステージに色々な手回しをする。
キャシー・ティモア
声 - 三石琴乃
『新たなる翼』編から登場。オフ・ブロードウェイで売り出し中のディレクター。演技者に対する要求は常に高く、かつ情熱的で、やる気のない演技者はトップスターであろうとも不必要と断ずるほど。常に強気で周りを振り回すが、その演出の評価は高い。カレイドステージを離れたレイラの良きパートナーとなっただけでなく、ミアの演出家としての才能にも気づき、その力を発揮する助けとなった。

### 主要人物の家族
苗木野 力（なえぎの りき）
声 - 宇垣秀成
そらの育ての父（そらの実父は力の従兄弟に当たる）。両親を失ったそらを引き取り、実の子と変わらぬ愛情を注いで育て上げた。単身で海外生活を送るそらを気遣い、カレイドステージから退団させるために来訪するが、彼女のステージへの強い想いを知り、断念。その後は、ステージに立ち続けるそらを応援するようになる。
苗木野 みどり（なえぎの みどり）
声 - 篠原恵美
そらの育ての母。力と同様、そらへの愛情はとても深い。
苗木野 夢（なえぎの ゆめ）
声 - 小桜エツ子
苗木野夫妻の実子で、そらの妹。名前の「夢（ゆめ）」は、そらが命名した。『未来への翼』の主人公。姉のそらに憧れカレイドステージへ入団する。
ケビン・ハミルトン
声 - 津田英三
レイラの父親。当初は危険がともなうカレイドステージにレイラが立つことを快く思っていなかったため、退団させるべく様々な手を使った。「幻の大技」公演後、レイラのステージに対する情熱に理解を示す。名前の「ケビン」は、佐藤監督と池田東陽プロデューサーがラジオにゲスト出演した回に、リスナーからのメールに基づき決められた。
ローラ・ハミルトン
声 - 池田昌子
レイラの母親。OVA『Legend of phoenix』のみ登場。レイラが幼い頃病気で亡くなった。その頃からレイラは人に頼ることや泣くことを捨てた。
マッコリー・トンプソン
声 - 島涼香
元ハミルトン家の使用人で、レイラの幼少時からの遊び相手でもある。そらの「白鳥の湖」の公演を見た後、レイラの後を追って自らも演技者としての道に踏み出す。使用人を辞めた後も、家事が全く出来ないレイラの身の回りの世話を行っている。テレビ放送時は名字が無かったが、後にラジオのなかで命名される。由来は酒の銘柄。
ジャック・ハート
声 - 石井康嗣
アンナの父親。「ジャック・バロン」の名で知られる人気コメディアン。今でこそ売れっ子だが、登場当初は覇気を失っておりアンナとの仲も険悪だった。
ジュリア・ハート
声 - 加藤ゆう子
アンナの母親。夫のことを心から信じており、ジャックがいずれ立ち直り、再びコメディアンとしての道を歩むことを全く疑わなかった。
アーロン・ブラス
声 - 大西健晴
「幻の大技」に挑んで命を落とした、ユーリの父。カレイドステージ立ち上げ時のトップトラピスプレイヤー。その死とそれに関わったカロスへの誤解が、ユーリのカレイドステージ乗っ取り騒動の原因となった（現在のユーリのラストネームである「キリアン」は、母方のもの）。
ソフィー・オズワルド
声 - 沢城みゆき
レオンの妹で、レオンをも凌ぐ才能を持つ演技者だった。兄と共に「天使の技」の完成を夢見たが、サーカスフェスティバル当日に交通事故に遭い、帰らぬ人となった。
アンヌ・パッセル
声 - 杉本ゆう
ロゼッタの母親。ディアボロ公演のマネジメントも担当する。ロゼッタのためを思って厳しく接していたが、当の彼女には理解されず家出されてしまう。仕事上、ロゼッタには「エージェント」と呼ばれている。
ベン・ロビンス
声 - 鈴木勝美
ケンの父親。家具のデザイナーをしている。
シェリル・ロビンス
声 - 松岡洋子
ケンの母親。カレイドステージを追われたそら達を快く迎えた。
ルーシー・ロビンス
声 - 千葉千恵巳
ケンの妹。アンナの大ファンで、居候中のアンナを追い回す。アンナの寒いギャグを目の当たりにし、ショックを受ける。
シンシア・ベニーニ
声 - 山口由里子
マリオンの母親。カレイドステージのキャストで、トランポリンの名手だった。娘のマリオンと共にステージに立つことを夢見ていたが、ステージでのミスが原因で亡くなった。

### 主要人物の友人
苗木野そらの関係者
シャーロット
声 - あびる優
カレイドステージの演者。いつもジュリーと一緒に行動している。口癖は「ていうか」。自身の行動に主体性が無いようで場の状況に応じて、そらの批判をしたりサポートをしたりと一貫性が無い。料理が得意。後にジュリーと共に、レイラの付き人となった。そらと友人関係になるのは「幻の大技」が明らかになる終盤からである。
ジュリー
声 - 大森玲子
カレイドステージの演者。いつもシャーロットと一緒に行動している。口癖は「〜っぽーい」。シャーロット同様、行動に主体性が無く一貫性に欠ける。後にシャーロットと共に、レイラの付き人となった。そらと友人関係になるのは「幻の大技」が明らかになる終盤からである。
倉田 まなみ
声 - 豊口めぐみ
そらの中学時代の親友で、アメリカに交換留学している際に、彼女の演技を観にカレイドステージに来た。自分の進路に迷いを持っており、明確な夢を持ちそれに向かって突き進むそらに嫉妬していたが、彼女の演技を観るうちにその迷いや嫉妬心も薄らいでいった。後にそらがサーカスフェスティバルでのショックから絶望して帰国した際には、「悩んでもがきながらも突き進むそらはかっこいい」と元気付けた。なお、押しの強い性格のため、そらは彼女に対して若干の苦手意識を持っている。
美樹
声 - 島涼香
そらの中学時代の友人で、漫画を描くのが上手。
さやか
声 - 福圓美里
そらの中学時代の友人で、声優の仕事をしている。
ミュート
声 - 坂詰貴之
そらがパリで出会った、サーカスフェスティバルの出場者。自分達よりも完成度の高いそら達の「天使の技」を盗むため、そらとユーリの練習の補助を買って出たが、フェスティバルで彼らの技は失敗に終わる。純粋だが、勝つことのみに根差したその言動はそらの心を傷付け、演じることへの疑問を抱かせることとなった。その後そらとは和解した模様。
アリス
声 - 宮島依里
ミュートとペアを組む、サーカスフェスティバルの出場者。そらと同様に「天使の技」の完成を目指した演技者。一時期そらをサーカスフェスティバルの件で怨んだがその後そらとは和解した模様。
ドナ・ウォーカー
声 - 深見梨加
カレイドステージの元トップスター。現在は引退し盲導犬訓練士をしている。『不思議の国のアリス』の主演で、幼少期のそらとレイラはその演技に魅了され、カレイドスターを志すことになった。「天使の技」の特訓中にスランプに陥ったそらと出会い、天使の心を芽生えさせるきっかけを作った。
レイラ・ハミルトンの関係者
リュー
声 - 富沢美智恵
OVA『Legend of phoenix』で登場。レイラが自転車旅行の道中で出合った。
キャンピングカーの老夫婦
声 - 金子由之（夫）、望木祐子（夫人）
OVA『Legend of phoenix』で登場。レイラを招き入れ、一晩宿を貸す。レイラの話を聞き、アドバイスを与える。
ミア・ギエムの関係者
クレア、エレナ、ジーン、エミリ
声 - 島涼香（クレア）、柳沢真由美（エレナ）、岡本奈美（ジーン）
カレイドステージのキャスト。カレイドステージ解散後、そら達と新グループ「フリーダムライツ」を結成した。
アンナ・ハートの関係者
ハンナ、バーベラ
声 - 柳沢真由美（ハンナ）、小坂あきら（バーベラ）
アンナ率いる「すごいクラウンズ」の一員。
ボブ
声 - 辻村真人
コメディシアターのオーナー。アンナの両親ジャックとジュリアの古くからの友人で、二人はここで知り合った。
サラ・デュポン、カロス・永戸の関係者
アンディ・ロゥ
声 - 内田直哉
昔カロス、サラと組んで芸を披露していた一人。メジャーレーベル「ADX」を設立した。サラを引き抜こうとしたが、そらの作戦でカロスの本心を知り身を引いた。
マリオン・ベニーニの関係者
マリア、マギー、ベン、アンディ
声 - 島涼香（マリア）、伊藤静（マギー）、平田宏美（ベン）、大前茜（アンディ）
マリオンの親友。友達の誕生パーティーでの出し物として、ロゼッタからジャグリングを教わる。
メイ・ウォンの関係者
メリル
声 - 山口奈々
メイが幼い頃からスケートを教えていたコーチ。メイがプロスケーターの道へ進むことを願っていたが、レイラに魅せられた彼女はカレイドステージを選んだ。『ロミオとジュリエット』公演でのジュリエット役をそらとメイが競った際には、その名コーチぶりで初心者のそらのスケートの腕を瞬く間に上達させた。
レオン・オズワルドの関係者
アラン・ルーベル
声 - 渡部猛
フランスのサーカス訓練士。親戚の間をたらい回しにされていたレオンとソフィーを引き取り、育てた。訓練中にソフィーの類稀な才能に気づき、「天使の技」の実現を夢見たが、ソフィーを思うレオンに見限られた。カレイドステージがフランス興行をした際にロゼッタに空中ブランコを教え、また、そら達にレオンの過去を明かした。

### その他の人物
バレエ講師
声 - 島田敏
本名は不明。カレイドステージ内でも一際異彩を放つ、バレエ講師。微妙なオカマ言葉を使う。練習に集中出来ていないそらに対しては、いつもターンしながら詰め寄る。
Mr.リン
声 - 山口健
カンフマスター。サラの知人。そらに精神統一と呼吸法の極意を伝授し、自然に身を任せる事を教えた。
マイク・アボット
声 - 堀秀行
『新たなる翼』編から登場したプロデューサー。カレイドステージを離れたレイラをキャシーの紹介で呼んだ。
サイモン・パーク
声 - 西村朋紘
第17話から登場した脚本・演出家。『フリーダム』公演時、レイラにより脚本・演出担当として呼ばれたが、カロスの依頼でミアのアドバイザーとなる。「あとよろー」や「女の子のスカートは短く」など軽薄な言動が多かったが、舞台に対する情熱や作家としての能力は一流であり、最初にミアの演出家・脚本家としての才能を引き出したのは他ならぬ彼であった。
イアン・ソープ
声 - 諏訪部順一
レイラが撮影していた映画の共演者で、第12話に登場。「100万ドルの微笑み」を持つ「アメリカの恋人」。自分が初めてプロデュースする映画の主役にレイラを誘うが、あっさり断られる。なお、実在する人物とは無関係。
パトロワ夫妻
声 - 増谷康紀（夫）、橘U子（妻）
サーカスフェスティバルに出場した、仲の良いことで有名なベテランのブランコ演者夫妻。しかし、舞台裏では仲の悪さを露呈し、そら達をなじった。
エマ
声 - 柳沢真由美
レオンやソフィーの知り合い。メイに「誰もレオンのパートナーになれない」と謎の言葉を残した。
クリス、ディック、ジェニー
声 - 佐藤ミチル（クリス、ディック）、小桜エツ子（ジェニー）
カレイドステージの脇キャスト。
ビンス
声 - 佐藤ミチル
カレイドステージのスタッフ。雑用係。
ルネ
声 - 大林洋平
ローアルサーカスのキャスト。元アランの生徒。
チャーリー
声 - 佐藤ミチル
クラウン。バルーンアートを得意とする。
パック座長
声 - 佐々木誠二
巡業サーカス団「シアトリカル・キャンプ」の座長。持ち技は投げナイフ。
ドミニク
声 - 熊谷ニーナ
「シアトリカル・キャンプ」の一員でパックの妻。赤ん坊を抱いて炊事から洗濯までこなす母親的存在。
パメラ
声 - 浅川悠
「シアトリカル・キャンプ」の一員。自分のプレイスタイルと合わなかったため、カレイドステージを退団した。揺れる空中ブランコから垂直に離脱し、振り戻ってきた同じブランコを再度掴むという手放し技を持つ。また、火吹きも持ち技。
タンク
声 - 髙階俊嗣
「シアトリカル・キャンプ」の一員。持ち技は酒樽を使ったジャグリング。そらを軽々と持ち上げジャグリングすることも可能な怪力の持ち主である。
Dio
声 - 鈴村健一
「シアトリカル・キャンプ」の一員。鞭の使い手。そらにアドバイスを送っただけでなく、マリンパークでの「フリーダムライツ」のパフォーマンスにも参加した。後述の「その他」項目の Special Thanks Dio も参照。
ミラ、ミロ
声 - 島涼香（ミラ）、KAORI.（ミロ）
「シアトリカル・キャンプ」の一員で最年少。一輪車乗り。人参が嫌い。
アニー
声 - 大前茜
そらの初舞台でそらを観客席から応援した少女。
ティム
声 - 小坂あきら
そらがクラウンを演じオモチャをあげた時に知り合った子供。サインと握手をした。
ビリー
声 - 望月健一
銀行強盗犯。銀行内でのそらのバフォーマンスが、夢を失い笑うことを忘れた彼の心を溶かし、笑顔を取り戻した。
ナイスガイ
声 - 金尾哲夫
ケンの空想人物。

## スタッフ
- 原案 - 佐藤順一
- 監督 - 佐藤順一（TVシリーズ、OVA1、OVA2）、平池芳正（TVシリーズ第27話以降、OVA1）、ソエジマヤスフミ（OVA3）
- アソシエイトプロデューサー - 池田東陽（TVシリーズ、OVA1、OVA2、OVA3）
- 助監督 - 平池芳正（第1話 - 第26話）
- シリーズ構成 - 吉田玲子（TVシリーズ、OVA1）
- キャラクターデザイン - 渡辺はじめ（TVシリーズ、OVA1、OVA2）、追崎史敏（TVシリーズ、OVA1）、しのざきあきら（OVA3）
- 総作画監督 - 渡辺はじめ（TVシリーズ、OVA1、OVA2）、追崎史敏（TVシリーズ、OVA1）
- 美術監督 - 西川淳一郎（TVシリーズ、OVA1）、橋本和幸（OVA2）
- 色彩設計 - 國音邦生（TVシリーズ、OVA1、OVA2）、鈴木寿枝（OVA3）
- 撮影監督 - JUNG JOO REE（TVシリーズ、OVA1）、荻原猛夫（OVA2、OVA3）
- 3DCGI監督 - 松浦裕暁（第1話 - 第28話）、たなかかずひら（第29話 - 第51話、OVA1、OVA2）、塩野英光（OVA3）
- 編集 - 重村建吾（TVシリーズ）、肥田文（TVシリーズ、OVA2）、三嶋章紀（OVA1）、堀内隆（OVA3）
- 音響監督 - 鶴岡陽太（TVシリーズ、OVA1）、佐藤順一（OVA2、OVA3）
- 音楽 - 窪田ミナ
- プロデューサー - 笹村武史・古屋良幸（TVシリーズ）、並木俊治（TVシリーズ、OVA1、OVA2）、内田康史・宮田照久（OVA1）→八田紳作・山崎明日香・鎌田広宣（OVA2）→渡部達二（OVA3）
- エクゼクティブプロデューサー - 堀一貴（TVシリーズ、OVA1）、石川真一郎、梶田浩司（OVA3）
- 制作管理 - 梶田浩司
- アニメーション制作 - GONZO DIGIMATION
- アニメーション共同制作 - GONZO DIGIMATION、G&G ENTERTAINMENT
- 製作 - カレイドステージ
  - TVシリーズ（テレビ東京 、MEDIANET、ホリプロ）
  - OVA1（MEDIANET、ホリプロ、GDH）
  - OVA2（テレビ東京メディアネット、GDH、AT-X、エンスカイ）
  - OVA3（GDH）

## 主題歌
オープニングテーマ
「TAKE IT SHAKE IT」
作詞 - 朝倉京子 / 作曲 - 菊地創 / 編曲 - 村山晋一郎 / 歌 - Sugar
第1話から第13話まで使用。
「約束の場所へ」
作詞・作曲・歌 - 米倉千尋 / 編曲 - 高山和芽、aqua.t
第14話から第26話まで使用。
「Tattoo Kiss」
作詞 - MIZUE / 作曲 - DREAMFIELD / 編曲 - 田辺恵二 / 歌 - r.o.r/s
第27話から第51話まで使用。
「Blanc et Noir」
作詞 - 松浦有希 / 作曲 - 窪田ミナ / 編曲 - 依田和夫 / 歌 - 苗木野そら&ロゼッタ・パッセル
『笑わない すごい お姫様』で使用。
「Ray of Light」
作詞・編曲 - 松浦有希 / 作曲 - 窪田ミナ / Vocal - レイラ・ハミルトン / 歌 - 大原さやか
『Legend of phoenix 〜レイラ・ハミルトン物語〜』で使用。
エンディングテーマ
「real identity」
作詞 - 朝倉京子 / 作曲 - シライシ紗トリ / 編曲 - 村山晋一郎 / 歌 - Sugar
第1話から第13話まで使用。
「僕はここにいる」
作詞・作曲 - 松岡充 / 編曲 - 亀田誠治、SOPHIA / 歌 - SOPHIA
第14話から第26話まで使用。
「escape」
作詞 - MIZUE / 作曲・編曲 - 田辺恵二 / 歌 - r.o.r/s
第27話から第50話まで使用。
「約束の場所へ」
作詞・作曲 - 米倉千尋 / 編曲 - 高山和芽、aqua.t / 歌 -カレイドスターズ
第51話で使用。
「Tattoo Kiss」
作詞 - MIZUE / 作曲 - DREAMFIELD / 編曲 - 田辺恵二 / 歌 - r.o.r/s
『笑わない すごい お姫様』で使用。
挿入歌「Ray of Light」
作詞・編曲 - 松浦有希 / 作曲 - 窪田ミナ / Vocal - レイラ・ハミルトン / 歌 - 大原さやか
第50話で使用。
テーマソング「Golden Phoenix 〜何度でも〜」
作詞 - カレイドステージ / 作曲・編曲 - 崎元仁 / 歌 - 大原さやか（レイラ・ハミルトン）
『Legend of phoenix 〜レイラ・ハミルトン物語〜』で使用。

## 各話リスト
サブタイトルは一部を除き、『○○　すごい　○○』で統一されている。
話数内の○が付いている話は『スペシャルセレクション』で放送した回。
| 話数                                                              | サブタイトル                         | 脚本                      | 絵コンテ                  | 演出                     | 作画監督                                                 | 初回放送日     |
| カレイドスター                                                    | カレイドスター                       | カレイドスター            | カレイドスター            | カレイドスター           | カレイドスター                                           | カレイドスター |
| ----------------------------------------------------------------- | ------------------------------------ | ------------------------- | ------------------------- | ------------------------ | -------------------------------------------------------- | -------------- |
| 1○                                                                | 初めての! すごい! ステージ           | 吉田玲子                  | 佐藤順一                  | 佐藤順一                 | 渡辺はじめ、追崎史敏                                     | 2003年 4月3日  |
| 2                                                                 | 孤独な すごい チャレンジ             | 吉田玲子                  | 平池芳正                  | 平池芳正                 | 高木信一郎                                               | 4月17日        |
| 3○                                                                | 遠い すごい ステージ                 | 吉田玲子                  | 福多潤                    | 福多潤                   | 石倉敬一                                                 | 4月24日        |
| 4                                                                 | がんばれば すごい チャンス           | 中瀬理香                  | 鎌仲史陽                  | 鎌仲史陽                 | 吉本拓二、細越裕治 金崎貴臣                              | 5月1日         |
| 5○                                                                | いつも すごい 遠い家族               | 吉田玲子                  | 玉野陽美                  | 西山明樹彦               | 青山まさのり、金崎貴臣 高品有桂                          | 5月5日         |
| 6                                                                 | 小さくて すごい オットセイ           | 平見瞠                    | 福多潤 唐戸光博           | 福多潤 唐戸光博          | 鈴木雄大、嘉手苅睦 茂木信二郎                            | 5月8日         |
| 7○                                                                | 笑わない すごい 少女                 | 平見瞠                    | 和田高明                  | 和田高明                 | 和田高明                                                 | 5月15日        |
| 8○                                                                | つらくても すごい スター             | 吉田玲子                  | 山口直樹                  | 筑紫大介                 | 金崎貴臣、高津幸央                                       | 5月22日        |
| 9                                                                 | 主役への すごい 挑戦                 | 中瀬理香                  | 鎌仲史陽                  | 鎌仲史陽                 | 飯島弘也、高品有桂                                       | 5月29日        |
| 10                                                                | 主役への すごい 壁                   | 吉田玲子                  | 佐山聖子                  | 鈴木薫                   | 酒井和男                                                 | 6月5日         |
| 11○                                                               | アンナの すごくない お父さん         | 平見瞠                    | 玉野陽美                  | 西山明樹彦               | 福島豊明、鈴木雄大                                       | 6月12日        |
| 12                                                                | 熱い すごい 新作                     | 中瀬理香                  | 佐山聖子                  | 福多潤 唐戸光博          | 杉藤さゆり                                               | 6月19日        |
| 13○                                                               | 嵐を呼ぶ すごい 競演                 | 吉田玲子                  | 佐藤順一                  | 平池芳正                 | 金崎貴臣、高津幸央                                       | 6月26日        |
| 14                                                                | 怪しい すごい サーカス               | 平見瞠                    | 荒川真嗣 佐藤順一         | 和田高明                 | 福島豊明、岸本真司 鈴木雄大                              | 7月3日         |
| 15                                                                | 歌姫の すごい 愛                     | 中瀬理香                  | 佐藤順一                  | 筑紫大介                 | 追崎史敏                                                 | 7月10日        |
| 16                                                                | 黒い すごい 噂                       | 吉田玲子                  | 大下久馬 佐藤順一         | 大下久馬                 | はがひとし                                               | 7月17日        |
| 17○                                                               | 燃えろ! すごい ミア                  | 平見瞠                    | 佐藤順一                  | 福多潤 唐戸光博          | 金崎貴臣 福島豊明                                        | 7月24日        |
| 18                                                                | ユーリの すごい 罠                   | 中瀬理香                  | 青山弘 佐藤順一           | 平池芳正                 | 酒井和男 土屋圭                                          | 7月31日        |
| 19○                                                               | 家族の すごい 絆                     | 吉田玲子                  | 佐山聖子                  | 佐山聖子                 | 谷口明弘                                                 | 8月7日         |
| 20                                                                | ゼロからの すごい スタート           | 平見瞠                    | 佐藤順一                  | 西山明樹彦               | 青野厚司、鈴木雄大 飯島弘也                              | 8月14日        |
| 21                                                                | 謎の すごい 仮面スター               | 中瀬理香                  | 筑紫大介 佐藤順一         | 筑紫大介                 | 金崎貴臣 福島豊明                                        | 8月21日        |
| 22                                                                | 仮面の下の すごい 覚悟               | 平見瞠                    | SATAKE 佐藤順一           | 和田高明                 | 井上哲 青野厚司                                          | 8月28日        |
| 23○                                                               | 幻の すごい 大技                     | 吉田玲子                  | 佐藤英一                  | 山本裕介                 | 飯島弘也、鈴木雄大                                       | 9月4日         |
| 24○                                                               | まだ続く すごい 特訓                 | 吉田玲子                  | 佐藤順一                  | 福多潤 唐戸光博          | 金崎貴臣 福島豊明                                        | 9月11日        |
| 25○                                                               | ふたりの すごい 絆                   | 中瀬理香                  | 坂田純一 佐藤順一         | 玉川達文                 | 小林明美 高津幸央                                        | 9月18日        |
| 26○                                                               | 傷だらけの すごい 復活               | 平見瞠                    | 佐藤順一                  | 福多潤 筑紫大介 唐戸光博 | 渡辺はじめ 追崎史敏                                      | 9月25日        |
| 27                                                                | スターへの すごい プロローグ（前編） | （前半総集編）            | （前半総集編）            | （前半総集編）           | （前半総集編）                                           | 10月4日        |
| 28                                                                | スターへの すごい プロローグ（後編） | （前半総集編）            | （前半総集編）            | （前半総集編）           | （前半総集編）                                           | 10月11日       |
| カレイドスター 新たなる翼                                         |                                      |                           |                           |                          |                                                          |                |
| 29                                                                | 新しい すごい ライバル               | 吉田玲子                  | 佐藤順一 平池芳正         | 福多潤 唐戸光博          | 福島豊明 金崎貴臣                                        | 10月18日       |
| 30                                                                | もう一人の すごい 新人               | 平見瞠                    | 佐藤順一                  | 福多潤 唐戸光博          | 鈴木雄大、井上哲                                         | 10月25日       |
| 31                                                                | 情熱の すごい ライバル               | 中瀬理香                  | 佐藤順一                  | 筑紫大介                 | 高津幸央、野崎真一                                       | 11月1日        |
| 32                                                                | 氷の上の すごい 対決                 | 上代務                    | 佐藤順一                  | 玉川達文                 | 福島豊明、金崎貴臣                                       | 11月8日        |
| 33                                                                | 汗と涙の すごい ロゼッタ             | 吉田玲子                  | 和田高明                  | 和田高明                 | 和田高明、鈴木雄大                                       | 11月15日       |
| 34                                                                | やっぱり すごい レイラさん           | 平見瞠                    | SATAKE                    | 鎌仲史陽                 | 野崎真一、加藤裕美                                       | 11月22日       |
| 35                                                                | マリオンの すごい デビュー           | 土屋理敬                  | 坂田純一                  | 福多潤 唐戸光博          | 福島豊明、金崎貴臣 高橋成之                              | 11月29日       |
| 36                                                                | レオンとの すごい 特訓               | 上代務                    | 佐藤英一                  | 筑紫大介                 | 福島豊明、鈴木雄大                                       | 12月6日        |
| 37                                                                | 二人の すごい 悪魔                   | 中瀬理香                  | 佐藤順一                  | 江島泰男                 | 高津幸央、加藤裕美                                       | 12月13日       |
| 38                                                                | 天使の すごい 反撃                   | 平見瞠                    | 河本昇悟                  | 玉川達文                 | 金崎貴臣、樋口靖子                                       | 12月20日       |
| 39                                                                | 残酷な すごい 祭典                   | 吉田玲子                  | 佐藤順一                  | 福多潤 唐戸光博          | 福島豊明 鈴木雄大                                        | 12月27日       |
| 40                                                                | 絶望の すごい 帰国                   | 土屋理敬                  | 平池芳正 佐藤順一         | 平池芳正                 | 渡辺はじめ                                               | 2004年 1月10日 |
| 41                                                                | 再出発の すごい 決意                 | 上代務                    | 和田高明                  | 和田高明                 | 和田高明                                                 | 1月17日        |
| 42                                                                | 屈辱の すごい 共演                   | 吉田玲子                  | 佐藤順一                  | 筑紫大介                 | 鈴木雄大、福島豊明                                       | 1月24日        |
| 43                                                                | ポリスの すごい プロポーズ           | 中瀬理香                  | 井之川慎太郎 佐藤順一     | 井之川慎太郎             | 福島豊明 野崎真一                                        | 1月31日        |
| 44                                                                | 笑顔の すごい 発進!                  | 平見瞠                    | 佐藤順一                  | 福多潤 唐戸光博 金崎貴臣 | 加藤裕美 鈴木雄大                                        | 2月7日         |
| 45                                                                | レオンの すごい 過去                 | 土屋理敬                  | 河本昇悟                  | 江島泰男                 | 福島豊明                                                 | 2月14日        |
| 46                                                                | 宿命の すごい 決斗                   | 上代務                    | SATAKE                    | 玉川達文                 | 樋口靖子、鈴木雄大                                       | 2月21日        |
| 47                                                                | 舞い降りた すごい 天使               | 中瀬理香                  | 河本昇悟                  | 筑紫大介                 | 福島豊明、加藤裕美                                       | 2月28日        |
| 48                                                                | 傷ついた すごい 白鳥                 | 平見瞠                    | 水瀬たむら                | 唐戸光博 金崎貴臣        | 福島豊明 高津幸央                                        | 3月6日         |
| 49                                                                | ひとりひとりの すごい 未来（あした） | 土屋理敬                  | 河本昇悟                  | 福多潤 奥野耕太          | 鈴木雄大 加藤裕美                                        | 3月13日        |
| 50                                                                | 避けられない ものすごい 一騎討ち     | 吉田玲子                  | 水瀬たむら 佐藤順一       | 平池芳正                 | 福島豊明 高津幸央                                        | 3月20日        |
| 51                                                                | 約束の すごい 場所へ                 | 上代務                    | 佐藤順一                  | 福多潤 筑紫大介 唐戸光博 | 鈴木雄大、加藤裕美 福島豊明、高津幸央 金崎貴臣、樋口靖子 | 3月27日        |
| カレイドスター 新たなる翼 -EXTRA STAGE-『笑わない すごい お姫様』 |                                      |                           |                           |                          |                                                          |                |
| 52                                                                | -                                    | 吉田玲子                  | 和田高明                  | 和田高明                 | 和田高明、音地正行                                       | -              |
| カレイドスター Legend of phoenix 〜レイラ・ハミルトン物語〜       |                                      |                           |                           |                          |                                                          |                |
| 53                                                                | -                                    | 吉田玲子                  | 佐藤順一                  | 唐戸光博 筑紫大介        | 追崎史敏                                                 | -              |
| カレイドスター ぐっどだよ! ぐぅーっど!                            |                                      |                           |                           |                          |                                                          |                |
| -                                                                 | -                                    | 追崎史敏 ソエジマヤスフミ | 追崎史敏 ソエジマヤスフミ | -                        | -                                                        |                |

## 放送局
| 放送地域                                   | 放送局                                     | 放送期間                                                     | 放送日時                                             | 備考                                       |
| カレイドスター / カレイドスター 新たなる翼 | カレイドスター / カレイドスター 新たなる翼 | カレイドスター / カレイドスター 新たなる翼                   | カレイドスター / カレイドスター 新たなる翼           | カレイドスター / カレイドスター 新たなる翼 |
| ------------------------------------------ | ------------------------------------------ | ------------------------------------------------------------ | ---------------------------------------------------- | ------------------------------------------ |
| 関東広域圏                                 | テレビ東京                                 | 2003年4月3日 - 2004年3月27日 2003年10月4日より『新たなる翼』 | 木曜 17:25 - 17:55 『新たなる翼』は土曜 9:30 - 10:00 | 第51話のみエンドカードなし                 |
| 大阪府                                     | テレビ大阪                                 | 2003年4月5日 - 2004年3月27日                                 | 土曜 18:30 - 19:00                                   |                                            |
| 岡山県・香川県                             | テレビせとうち                             | 2003年4月6日 - 2004年3月28日                                 | 日曜 7:00 - 7:30                                     |                                            |
| 福岡県                                     | TVQ九州放送                                | 2003年4月9日 - 2004年4月4日                                  | 水曜 2:45 - 3:15（火曜深夜）                         |                                            |
| 北海道                                     | テレビ北海道                               | 2003年4月12日 - 2004年4月3日                                 | 土曜 7:00 - 7:30                                     |                                            |
| 愛知県                                     | テレビ愛知                                 | 2003年4月13日 - 2004年3月28日                                | 日曜 6:00 - 6:30                                     |                                            |
| 日本全域                                   | BSジャパン                                 | 2003年4月4日 - 2004年4月2日                                  | 金曜 19:25 - 19:55                                   | BSデジタル放送                             |
| 日本全域                                   | AT-X                                       | 2003年4月21日 - 2004年4月15日                                | 月曜 10:30 - 11:00 /21:30 - 22:00                    | CS放送 リピート放送あり                    |
| 広島県                                     | 広島ホームテレビ                           | 2003年10月8日 - 2004年9月29日                                | 水曜 2:16 - 2:46（火曜深夜）                         |                                            |
| 日本全域                                   | キッズステーション                         | 2004年11月25日 - 2005年2月10日                               | 月 - 金 21:00 - 21:30 /25:30 - 26:00                 | CS放送 リピート放送あり                    |
| 埼玉県                                     | テレ玉                                     | 2013年1月24日 -2014年1月16日                                 | 木曜 18:00 - 18:30                                   | アニメ☆パレード枠（木曜日）第1部           |
| カレイドスター スペシャルセレクション      |                                            |                                                              |                                                      |                                            |
| 埼玉県                                     | テレ玉                                     | 2007年1月4日 - 3月29日                                       | 木曜 1:30 - 2:00（水曜深夜）                         |                                            |
| 東京都                                     | TOKYO MX                                   | 2007年1月4日 - 3月29日                                       | 木曜 2:00 - 2:30（水曜深夜）                         |                                            |
| 愛知県                                     | テレビ愛知                                 | 2007年1月5日 - 3月30日                                       | 金曜 1:28 - 1:58（木曜深夜）                         |                                            |
| 神奈川県                                   | tvk                                        | 2007年1月5日 - 3月30日                                       | 金曜 1:45 - 2:15（木曜深夜）                         |                                            |
| 兵庫県                                     | サンテレビ                                 | 2007年1月6日 - 3月31日                                       | 土曜 2:05 - 2:35（金曜深夜）                         |                                            |
| 千葉県                                     | チバテレビ                                 | 2007年1月6日 - 3月31日                                       | 土曜 2:25 - 2:55（金曜深夜）                         |                                            |
| 福岡県                                     | RKB毎日放送                                | 2007年1月8日 - 4月2日                                        | 月曜 2:13 - 2:43（日曜深夜）                         |                                            |
| 北海道                                     | 北海道放送                                 | 2007年1月9日 - 4月3日                                        | 火曜 2:25 - 2:55（月曜深夜）                         |                                            |
| 日本全域                                   | ミランカ                                   | 2007年2月2日 -                                               | 毎日 0:00 - ほか                                     | 地上波未放送分を配信                       |

## OVA
カレイドスター 新たなる翼 -EXTRA STAGE-『笑わない すごい お姫様』
テレビシリーズ第52話に当たる内容で、ロゼッタが主人公。テレビシリーズで見せたロゼッタへのこだわりようから「ロゼッタマスター」の異名を持ち、本作では絵コンテ・演出・作画監督を担当した和田高明の意向で、男性ファン向けのサービスシーンがより多く盛り込まれている。
- - ネット先行版 - 発売日：2004年9月24日 / 発売：アトラス / 品番：OKBJ-2035 / 予約特典としてスペシャルプロモーションDVDが付属する。
  - 一般販売版 - 発売日：2004年10月22日 / 発売：アトラス / 品番：OKBJ-1017

カレイドスター Legend of phoenix 〜レイラ・ハミルトン物語〜
テレビシリーズ第53話に当たる内容で、レイラが主人公。
- - ネット先行版 - 発売日：2005年12月22日 / 発売：ビクターエンタテインメント / 特典として、レイラ・ハミルトンフィギュア（ネット先行版限定カラー）などが付属する。
  - 一般販売版 - 発売日：2006年1月27日 / 発売：ビクターエンタテインメント / 品番：MNPS-28（限定版）、MNPS-29（通常版）

カレイドスター ぐっどだよ! ぐぅーっど!
各キャラがSDキャラ化。「メイ・ウォン シャイニングワンダホ〜 クッキング!!」「ディアボロに すごい 挑戦」「マリオンの ジョナサンと 遊んじゃオゥ、オゥ、オゥ!」の3本立て。
- - コミックマーケット70先行版 - 発売日：2006年8月11日 / 発売：ソニー・ピクチャーズエンタテインメント / 品番：GDDS-1082P / キャラクターデザインを担当したしのざきあきら描き下ろしの特製ケースが付属する。
  - 一般販売版 - 発売日：2006年9月27日 / 発売：ソニー・ピクチャーズエンタテインメント / 品番：GDDS-1082 / 映像特典としてイベント「Applause again」のダイジェスト映像が収録される。

## インターネットラジオ
本作品関連のインターネットラジオ番組として、『インターネットラジオ カレイドスター』が2004年6月から2006年6月まで音泉にて配信された。

## 関連作品

### Blu-ray BOX
- 『カレイドスター 〜10年目の すごい Blu-ray BOX〜』として、2014年6月3日にハピネットより発売。

### DVD
発売 - アトラス
- カレイドスター Stage.1　発売日：2003年9月12日 品番：通常版 OKBJ-1001/初回限定版 OKBJ-2001
- カレイドスター Stage.2　発売日：2003年10月24日 品番：通常版 OKBJ-1002/初回限定版 OKBJ-2002
- カレイドスター Stage.3　発売日：2003年11月21日 品番：通常版 OKBJ-1003/初回限定版 OKBJ-2003
- カレイドスター Stage.4　発売日：2003年12月19日 品番：通常版 OKBJ-1004/初回限定版 OKBJ-2004
- カレイドスター Stage.5　発売日：2004年3月25日 品番：通常版 OKBJ-1005/初回限定版 OKBJ-2012
- カレイドスター Stage.6　発売日：2004年3月25日 品番：通常版 OKBJ-1006/初回限定版 OKBJ-2013
- カレイドスター Stage.7　発売日：2004年4月16日 品番：通常版 OKBJ-1007/初回限定版 OKBJ-2014
- カレイドスター Stage.8　発売日：2004年4月16日 品番：通常版 OKBJ-1008/初回限定版 OKBJ-2015
- カレイドスター Stage.9　発売日：2004年5月28日 品番：通常版 OKBJ-1009/初回限定版 OKBJ-2021
- カレイドスター Stage.10 発売日：2004年5月28日 品番：通常版 OKBJ-1010/初回限定版 OKBJ-2022
- カレイドスター Stage.11 発売日：2004年6月18日 品番：通常版 OKBJ-1011/初回限定版 OKBJ-2023
- カレイドスター Stage.12 発売日：2004年6月18日 品番：通常版 OKBJ-1012/初回限定版 OKBJ-2024
- カレイドスター Stage.13 発売日：2004年7月23日 品番：通常版 OKBJ-1013
- カレイドスター Stage.14 発売日：2004年7月23日 品番：通常版 OKBJ-1014
- カレイドスター Stage.15 発売日：2004年8月6日 品番：通常版 OKBJ-1015
- カレイドスター Stage.16 発売日：2004年8月6日 品番：通常版 OKBJ-1016

### ビデオ
- 発売：テレビ東京メディアネット
- 販売：東映、東映ビデオ

### CD
- ドラマCD（サウンドイリュージョン）
  1. 明日の すごい カレイドスター・アリエスステージ （発売日：2004年12月17日、発売：ブロッコリー、品番：BRCA-5001）
  2. 明日の すごい カレイドスター・トーラスステージ （2005年1月21日、ブロッコリー、BRCA-5002）
  3. 明日の すごい カレイドスター・キャンサーステージ （2006年2月24日、ブロッコリー、BRCA-5003）
  4. 明日の すごい カレイドスター・ウィンディステージ （2006年3月24日、ブロッコリー、BRCA-5004）

※ 4作品ともインターネットラジオで発売前に先行放送された。
- アルバム
  1. カレイドスター 〜はじめての すごい ミニアルバム〜 （発売日：2003年6月18日、発売：トイズファクトリー、品番：TFCC-86137）
  2. カレイドスター 〜2枚目の すごい ミニアルバム〜 （2003年12月26日、キングレコード、KICA-625）
  3. カレイドスター キャラクターヴォーカルアルバム 〜みんなの すごい キャラソン〜 （2004年2月4日、キングレコード、KICA-629）
- サウンドトラック
  1. カレイドスター Stage.4 BOX ゴールデンフェニックス限定版 特典 〜おまたせ！ すごい サウンドトラック〜 （発売日：2003年12月19日、発売：アトラス、品番：OKBJ-2005） ※カレイドスター クリスマススペシャルBOX の特典としても同じものが付属する。
  2. カレイドスター 幻の大技BOX 特典 〜またまた すごい サウンドトラック〜 （2004年3月3日、アトラス、OKBJ-2007）
  3. カレイドスター 私の夢になってよBOX 特典 〜新たなる すごい サウンドトラック〜 （2004年5月28日、アトラス、OKBJ-2016）
  4. カレイドスター やってやれないことはない！BOX 特典 〜天使の すごい サウンドトラック〜 （2004年7月23日、アトラス、OKBJ-2025）
  5. カレイドスター 究極の すごい サントラ（2015年3月25日、発売：サウンドトラックラボラトリー、STLC-017～018）

### 作品ガイド
- カレイドスター すごいステージ 〜幻の大技編〜
設定資料集。初期設定やカットシーンなどの情報、ステージガイド、イラストギャラリー、スタッフインタビューなどを収録。
発売日：2004年1月14日 / 出版：エムディエヌコーポレーション ISBN 4-8443-5727-1
- カレイドスター 新たなる翼 〜天使の技編〜
『新たなる翼』の設定資料集。「幻の大技」の分析やスタッフインタビューなどを収録。
発売日：2004年8月9日 / エムディエヌコーポレーション ISBN 4-8443-5756-5
- カレイドスター ビジュアルファンブック
TV版からOVA版まで網羅したファンブック。キャラクター解説、カレイドステージで上演された演目解説、用語集、スタッフインタビューなどを収録。
発売日：2004年10月15日 / ジャイブ ISBN 4-902314-74-6
- 和田高明 カレイドスター原画集
「ロゼッタマスター」の異名を持つアニメーター・和田高明の原画を厳選し収録。
発売日：2004年12月20日 / スタイル ISBN 4-902948-01-X

### 小説
- カレイドスター ポリスのすごい結婚式
著者；中瀬理香 イラスト：渡辺はじめ、しのざきあきら / 発売日：2006年2月11日 / 出版：ジャイブ ISBN 4-86176-277-4
- カレイドスター レイラ・オン・ザ・エッジ
著者：佐口賢作 / 発売日：2006年10月7日 / 出版社：キャラアニ

### 漫画
- カレイドスター 〜未来への翼〜
原作・原案：佐藤順一 / シナリオ：吠士隆・カレイドステージ / 作画：中村翔（当初おがわひだりと発表されていたが、急遽中村に変更された）
月刊少年ファング（リイド社刊）に、2007年4月号（2月19日発売）から9月号（7月19日発売、休刊号）まで連載された。全6話。
主人公は、そらの妹の夢。物語は15歳になった夢がカレイドステージに到着するところから始まる。単行本も発売が決定していたが、掲載誌の休刊により発売中止となった。
- カレイドスターコミックアンソロジー
発売日：2004年11月 / 出版：幻冬舎（バーズコミックスデラックス） ISBN 4-344-80484-8
- カレイドスターコミックアンソロジー まだまだすごい不死鳥
発売日：2005年6月24日 / 幻冬舎（バーズコミックスデラックス） ISBN 4-344-80580-1

## その他
Special Thanks Dio
原案とシリーズ構成は、佐藤監督が海外のサーカスに参加する日本人のパフォーマー「Dio」の経験を参考に書いたものである。作品中にもDioというキャラクターが実物に近い姿で数回登場しており、エンドテロップにある「special thanks Dio」とは、Dioの本作品への協力に対する佐藤監督の感謝と敬意の現れとされている。
このことは、声優の日記やスタッフパーティー談話などで度々話題となっている。
カレイドスター ファンクラブ
2004年1月に発足した公式ファンクラブ。1年間限定・1000名限定とされ、会費は4800円。会員証・会報（季刊）の発行のほか、ファンクラブイベントの開催、オリジナルグッズの販売・プレゼントなど各種特典があった。
2006年2月には、音泉を運営するタブリエ・コミュニケーションズが運営するサポーターズコミュニティーサイト「BEWE」で、カレイドスターサポーターズクラブ『みんな すごい カレイド馬鹿』が発足したが、10月31日をもって運営を終了した。
カレイドスターニュース
放送開始時に、オープニング曲前（アバンタイトル）にあった実写コーナー。内容は、主題歌を歌っていた韓国出身の女性アイドルグループSugarがその回のあらすじを述べるというものだった。
Sugarにとっては日本デビューとなるコーナーだったが、変則的な放送時間帯であることや、オリジナル作品で当時はまだ注目度が低かったことが影響してか、このコーナーは1か月強（第6話まで）で終了し、以後のあらすじ紹介は苗木野そらによるものとなった。また主題歌も3か月（第13話まで）で交代し、その時点でSugarと本作の関わりは無くなった。
AT-Xやキッズステーションで行われた地上波放送版を基にした放送では「カレイドスターニュース」も放送されていたが、2007年1月以降のAT-Xでの再放送等ではヒロインであるそらのあらすじ紹介に差し替えられたDVD版での放送となり、このコーナーは観られなくなった。2013年1月から行われたテレビ埼玉の放送で久しぶりに再放送された。
秋葉原カレイドスターDVD事件
この事件は、2004年8月7日にこのアニメのプロモーション用のDVDを、JR東日本秋葉原駅の改札口前でゲリラ的に限定配布する旨の告知が製作側からあり、それを求めて集まったファンにより引き起こされた。
配布する数量が少ない（後の情報によれば100枚程度）ことを仄めかした製作側に煽られ、駅構内には200名強のファンが集まっていた。そして集団は配布が始まったという噂に反応しその場所に殺到、周囲の通行に支障をきたしたことから集団は駆け付けた警察官に即時解散するよう命じられ、スタッフが事情聴取を受けることとなった。
当日は日曜であり、狭い駅構内にはJR東日本のポケモンスタンプラリーに参加していたと見られる家族連れも多かった。一部のブログや電子掲示板では、「走り回るオタクが子供を突き飛ばして怪我をさせた」とする真偽不明の投稿があり、一時インターネット上で騒がれることとなる。
後日、プロデューサー名でこの事件に対するお詫びのコメントが公式ウェブサイトに掲載された。
なお、配布される予定だったDVDは後にOVA『カレイドスター 新たなる翼 -EXTRA STAGE-』の予約特典となり、当日秋葉原に行けなかった者でも手に入れられることとなった。
カレイドスター10th 祭りだ! すごい! わっしょい!!
作品10周年を記念して、2014年8月23日から9月20日の毎週土曜夕方にユナイテッド・シネマとしまえんにて開催。上映会とキャスト・スタッフによるトークショーがメインとなっている。
パチンコカレイドグループとの関係
東京都内新宿・世田谷方面にパチンコカレイドグループの店舗が存在する。店内はアニメキャラの等身大フィギュア、アニメ本無料閲覧・休憩エリア、カレイドスターステージを思わせる豪華な景品カウンターが存在し、アニメ版・ステージ版の想いで店舗構築したとの噂が広がっている。因みに新宿店店舗が入ってるビルもカレイドビルである。